# Clash of Clans
Clash of Clans là một trò chơi điện tử di động chiến lược được phát triển và phát hành bởi nhà phát triển trò chơi Supercell của Phần Lan. Trò chơi được phát hành trên nền tảng iOS vào 2 tháng 08, 2012, và trên Google Play của Android vào ngày 7 tháng 10, 2013.
Trò chơi được đặt trong bối cảnh là một ngôi làng nhỏ kỳ ảo nơi người chơi là người đứng đầu một ngôi làng. Clash of Clans buộc người chơi hoàn thành các nhiệm vụ như sử dụng nguồn tài nguyên lấy được từ việc tấn công các người chơi khác thông qua chế độ chiến đấu. Các nguồn tài nguyên chính là vàng, tiên dược và hắc tiên dược. Người chơi có thể tham gia vào các Hội lên tới năm mươi thành viên. Những người này có thể tham gia vào Hội Chiến cùng nhau, đóng góp và nhận lính, hoặc trò chuyện với nhau.
Clash of Clans được các nhà phê bình đánh giá tích cực và nhận được điểm số khá cao trên các trang review game.
Ngoài ra, bốn trò chơi khác cũng đã được phát triển với cùng một vũ trụ của Clash of Clans. Clash Royale - trò đầu tiên, được phát hành vào năm 2016. Ba trò chơi còn lại gồm Clash Quest, Clash Minis và Clash Heroes, đã được công bố vào tháng 4 năm 2021.

## Lối chơi

1 đoạn phát lại của một đợt tấn công lên làng của người chơi khác ở chế độ chơi chính.

Clash of Clans là một trò chơi trực tuyến nhiều người chơi, trong đó người chơi thành lập các cộng đồng gọi là Hội, huấn luyện binh lính và tấn công những người chơi khác để thu về tài nguyên. Có bốn loại tiền tệ hoặc tài nguyên trong game. Vàng (Gold), Tiên dược (Elixir) có thể được sử dụng để xây dựng và nâng cấp công trình phòng thủ và bẫy nhằm bảo vệ làng của người chơi khỏi các cuộc tấn công của người chơi khác cũng như xây dựng và nâng cấp các tòa nhà. Tiên dược và Hắc tiên dược (Dark Elixir) cũng được sử dụng để huấn luyện và nâng cấp quân đội và thần chú. Ngọc là loại đơn vị tiền tệ cao cấp. Các đợt tấn công được đánh giá trên thang điểm ba sao và có thời lượng tối đa là ba phút.
Trò chơi cũng bao gồm một chế độ chiến dịch đơn, trong đó người chơi có thể tấn công một chuỗi các ngôi làng của yêu tinh và nhận Vàng, Tiên dược và Hắc tiên dược (chỉ Nhà chính cấp 7 trở lên mới có thể dự trữ chiến lợi phẩm Hắc tiên dược).
Để thực hiện nâng cấp công trình, Tướng và Linh thú, bạn cần phải có ít nhất một thợ xây đang rảnh. Người chơi sẽ bắt đầu chơi với hai thợ xây sau khi hoàn thành hướng dẫn, nhưng người chơi có thể có tối đa năm thợ xây thông qua việc mua chúng bằng đá quý  và thậm chí một người thứ sáu bằng cách xây, mở khóa và nâng cấp Lều O.T.T.O lên cấp tối đa trong Hội trường Thợ xây cấp 9.

### Công trình
Để nhận và dự trữ Vàng và Tiên dược, người chơi phải xây dựng các Mỏ vàng và Kho chứa vàng, Máy hút Tiên dược và Kho chứa Tiên dược, tương ứng với loại tài nguyên bạn thu thập. Tiên dược được sử dụng để huấn luyện binh lính mới, tiến hành các đợt nghiên cứu trong phòng thí nghiệm để nâng cấp lính; xây dựng và nâng cấp một số công trình nhất định được sử dụng để tấn công căn cứ của người chơi khác. Vàng được sử dụng để xây dựng các công trình phòng thủ và nâng cấp Nhà chính, cho phép người chơi tiếp cận nhiều công trình hơn và cấp cao hơn cho các công trình hiện có. Ở Nhà chính cấp 7, Hắc tiên dược bắt đầu được sử dụng; loại tiên dược này được sử dụng để huấn luyện và nâng cấp lính và các Tướng, tạo ra các Thần chú Hắc ám (có sẵn từ Nhà Chính cấp 8), và Tháp Hoả Ngục (Inferno Tower), một công trình phòng thủ có thể được xây từ Nhà chính cấp 10. Nhà Chính cấp 11 cung cấp cho người chơi Đại Quản Giáo - là tướng duy nhất có thể được triệu hồi bằng Tiên dược, và Pháo Đại bàng (Eagle Artillery) - là công trình phòng thủ duy nhất có thể được mở khoá mới. Ở Nhà Chính cấp 13, ta có thể xây Máy Bắn đá (Scattershot) - một công trình phòng thủ mới và triệu hồi thêm Nữ Tướng Hoàng Gia - là tướng duy nhất có mục tiêu yêu thích là công trình phòng thủ và cũng là tướng cuối cùng có thể được triệu hồi lúc này. Từ Nhà Chính cấp 14, người chơi sẽ có thể nâng cấp Lều thợ xây lên cấp 4 - trở thành một loại công trình phòng thủ nhỏ và xây dựng Chuồng linh thú để hỗ trợ các tướng trong lúc tấn công. Để thu thập và tích trữ Hắc tiên dược, người chơi phải xây dựng Giàn khoan hắc tiên dược và kho chứa hắc tiên dược. Khi người chơi online thì sẽ tự động nạp lại các công trình như Tháp Cung, Tháp Hỏa ngục, Pháo Đại bàng và Máy Bắn đá.
Có một số các công trình khác giúp người chơi bảo vệ ngôi làng, như Đại bác, Tháp cũng thủ, Súng cối, Tháp phòng không, Tháp Thổi khí Tháp Pháp sư, Tháp Hồ quang điện ẩn, Tháp bom. Đồng thời, người chơi cũng có thể xây và nâng cấp tường thành lên cấp tương đương với cấp Nhà Chính.

### Lính và Thần chú
Có hai loại Trại lính (Trại lính và Trại lính Hắc ám) và hai loại Nhà máy Thần chú (Nhà máy Thần chú và Nhà máy Hắc thần chú). Trại lính tạo ra lính bằng Tiên dược, trong khi Trại lính Hắc ám tạo ra lính bằng Hắc tiên dược. Nhà máy Thần chú cũng tương tự như vậy. Tất cả lính và thần chú có chức năng khác nhau. Ngoài ra, Nhà máy Hắc Thần chú còn sản xuất những loại thần chú yêu cầu ít không gian hơn, cho phép nhiều loại thần chú có thể được sử dụng trong cùng một trận chiến. Theo thời gian, người chơi có thể có mở khóa các loại binh lính và thần chú mới.
Tại Nhà Chinh cấp 12, người chơi có thể xây dựng Xưởng Chế tạo (Workshop). Công trình này có thể tạo ra năm loại máy công thành: Xe phá thành, Khí cầu chiến, Máy bay thả đá, Trại lính bay, Máy phóng khúc gỗ (Logs Launcher) và Xe phóng lửa. Siêu Binh lính - được phát hành vào tháng 3 năm 2020 - là những loại binh lính hùng mạnh hơn các phiên bản ban đầu và có những khả năng đặc biệt.
Nhà Chính cấp 14 mở khóa Chuồng Linh thú (Pet House), một công trình được sử dụng để gán Linh thú cho các Tướng, hỗ trợ các Tướng trong lúc tấn công hoặc phòng thủ làng. Có bốn loại Linh thú gồm Kì Lân (Unicorn), L.A.S.S.I, Electro Owl và Mighty Yak, mỗi loại Linh thú hỗ trợ có một vai trò khác nhau trong việc hỗ trợ Tướng.

### Hội và Hội Chiến
Hội là nhóm mà nhiều người tụ hợp lại và hỗ trợ cho nhau bằng kinh nghiệm của người chơi hoặc bằng binh lính. Người chơi có thể gia nhập Hội khi họ phục hồi lại công trình Hội Thành (Clan Castle). Một trong các thành tố chính của gameplay trong Clash of Clans là các Hội sẽ đối đầu với nhau trong "Hội Chiến". Các thủ lĩnh và đồng thủ lĩnh của Hội có thể bắt đầu tìm kiếm và tuyên chiến với các Hội khác. Cả hai Hội đều sẽ có một "ngày chuẩn bị" và một "ngày chiến đấu". Khi một người chơi tấn công một thành viên của Hội bên kia, họ sẽ nhận được sao dựa trên mức độ phá hủy mà người chơi gây ra lên ngôi làng của đối phương. Mỗi người chơi chỉ được tấn công tối đa hai lần trong một cuộc chiến, và đội có nhiều sao hơn khi ngày chiến đấu kết thúc là đội thắng cuộc. Nếu cả hai đội có cùng số sao, đội chiến thắng là đội có số lượng phần trăm phá hủy cao hơn. Người chơi nhận được Thưởng Chiến tranh (Bonus war loot) nếu họ tấn công trong cuộc chiến. Nếu Hội thắng trận, bonus loot sẽ được chuyển đầy đủ tới người chơi nhưng nếu hòa hoặc thua, người chơi chỉ nhận được một nửa số loot. Vào tháng 3 năm 2016, chế độ 35v35 và 45v45 bị gỡ bỏ. Các hình thức chiến tranh còn lại là 50v50, 40v40, 30v30, 25v25, 20v20, 15v15, 10v10 và 5v5. Vào tháng 5 năm 2016, Thử thách Thân thiện (Friendly Challenges) được đưa vào trò chơi cho phép đồng đội trong clan thi đấu với nhau, tuy nhiên các trận đấu này không có loot hay cúp và không ảnh hưởng tới quân đội của người chơi. Vào tháng 10 năm 2018, Giải đấu Hội chiến ra mắt. Các Hội sẽ chiến đấu với bảy Hội khác để tiến tới cấp độ giải đấu tiếp theo và nhận Huân chương Giải đấu bằng cách thu thập sao trong Clan War Leagues. 2 Hội có nhiều sao nhất trong một bảng đấu sẽ được thăng lên hạng cao hơn, trong khi 2 clan có ít sao nhất trong bảng sẽ bị giáng xuống hạng thấp hơn. Các Huân chương nhận đuọc từ giải đấu này có thể mua tài nguyên, các vật phẩm thần kì và đồ trang trí.

### Căn cứ Thợ xây (Builder Base)

Một ngôi làng ở Căn cứ Thợ xây.

Vào ngày 22 tháng 5 năm 2017, Supercell ra mắt chế độ chơi "Căn cứ Thợ xây" - cho phép người chơi vượt biển tới một hòn đảo mới và tạo ra một ngôi làng mới với các công trình gần như hoàn toàn khác biệt.
Trong chế độ "Căn cứ Thợ xây", người chơi có thể tấn công căn cứ của nhau một cách đồng thời. Người chơi gây ra nhiều thiệt hại nhất lên làng của đối phương sẽ là người chiến thắng. Khi hết thời gian chiến đấu, binh lính của bạn đã chết hết hoặc người chơi lựa chọn kết thúc ngay, trận đấu sẽ kết thúc. Kết quả trận đấu sẽ được tính theo sao hoặc tổng thiệt hại của hai bên sau khi chiến đấu. Nếu kết quả là hoà thì bên nào có nhiều sao hơn sẽ chiến thắng, nếu cả hai bên đều có số sao và tổng thiệt hại giống nhau thì ai có ít thời gian chiến đấu hơn sẽ chiến thắng. Còn nếu như cả hai bên đều có sao và tổng thiệt hại cũng như thời gian chiến đấu giống nhau thì kết quả là hoà, bạn sẽ không được nhận thêm cũng như sẽ không bị mất cúp. Trong trường hợp bạn có tổng thiệt hại ít hơn nhưng có nhiều sao hơn người kia thì bạn cũng sẽ chiến thắng. Người chiến thắng sẽ nhận được Vàng Thợ xây, Tiên dược Thợ xây, và Cúp. Tuy nhiên người chơi chỉ có thể nhận Vàng và Tiên dược sau ba chiến thắng đầu tiên trong khung thời gian 24 giờ. Ngoài ra, khi chiến đấu ở trong Căn cứ Thợ xây, đối thủ sẽ không thể cướp được tài nguyên của bạn. Khi bạn đã được trao thưởng hết ba lần thắng, bạn vẫn có thể chiến đấu tiếp, nếu chiến thắng thì bạn vẫn có thể nhận được thêm cúp nhưng không thể nhận thêm thưởng chiến lợi phẩm, nếu bạn muốn được nhận thêm chiến lợi phẩm thì bạn hãy đợi một ngày sau đó. Bạn cũng có thể nhận ngay chiến lợi phẩm nhưng đổi lại bạn phải trả bằng Ngọc. Sau bản cập nhật mùa xuân (tháng 4 năm 2020) việc thời gian chờ huấn luyện binh lính đã bị loại bỏ.
Quá trình xây dựng trong căn cứ này nhanh hơn với sự ra mắt của Tháp Đồng hồ - có thể cường hóa sản xuất tài nguyên, nghiên cứu và xây dựng cũng như nâng cấp các công trình nhanh hơn gấp 10 lần trong một thời gian nhất định tùy theo cấp độ của Tháp Đồng hồ. Cấp độ Tháp Đồng hồ càng cao thì thời gian cường hóa càng nhiều. Ngoài ra, trong Căn cứ thợ xây còn ra mắt một mỏ sản xuất tài nguyên mới - Mỏ Ngọc. Mỏ Ngọc có thể sản xuất ra Ngọc nhưng tốn nhiều thời gian hơn so với sản xuất vàng và tiên dược nhưng bạn có thể sản xuất ra nhiều Ngọc hơn nếu như bạn nâng cấp mỏ Ngọc lên cấp độ cao hơn. Ở trong Căn cứ Thợ xây chỉ có một tướng chứ không có 4 tướng như ở trong làng chính. Cỗ máy chiến đấu cũng được ra mắt cùng với bản cập nhật Tháp Đồng hồ này. Đây là tướng duy nhất trong game có khả năng sử dụng kĩ năng Búa Điện - một kĩ năng có thể tái sử dụng. Vào tháng 6 năm 2019, Hội trường Thợ xây cấp 9 ra mắt, hiện là cấp độ cao nhất.

### Trò chơi Hội và Vật phẩm Thần kì
Vào tháng 12 năm 2017, Supercell đã giới thiệu Trò chơi Hội  nơi các thành viên Hội có thể làm việc cùng nhau để hoàn thành các thử thách, sau đó sẽ kiếm được điểm hội. Khi tích lũy đủ điểm, một bậc phần thưởng mới sẽ mở khóa và người chơi có thể chọn một phần thưởng từ mỗi bậc đã mở khóa. Bản cập nhật này cũng giới thiệu các Vật phẩm Thần kì, có thể nhận được dưới dạng phần thưởng từ Trò chơi Hội và thông qua các sự kiện. Những vật phẩm này có thể được sử dụng, ví dụ: để lấy tài nguyên, hoàn thành nâng cấp hoặc thêm cấp độ cho binh lính, tướng hoặc linh thú trong thời gian ngắn.

### Kinh đô hội
Vào ngày 1 tháng 5 năm 2022, nhà phát hành đã cho ra bản cập nhật này.
Kinh đô hội bao gồm 7 Quận. Không giống như ở Làng Chính và Căn cứ Thợ xây, Kinh đô hội sử dụng một loại tài nguyên gọi là Vàng Kinh đô. Sau đó, bạn sử dụng  để Vàng Kinh đô để đóng góp cho các công trình như phòng thủ, bom, bẫy ở các Quận.

## Lịch sử phát triển

### Năm 2010
- Trong giai đoạn thử nghiệm tại máy chủ Singapore

### Năm 2012
- 02/08/2011 - Phát hành toàn cầu cho các thiết bị iOS. Nhà chính cấp cuối cùng là cấp 8.
- 30/08/2011 - Phòng thủ mới: Tháp Hồ điện quang ẩn (Tesla).
- 18/09/2011 - Nhà máy thần chú với 3 phép thuật: Thần chú Sấm sét, Thần chú Chữa lành và thần chú thịnh nộ.
- 15/10/2011 - Điều chỉnh giảm tài nguyên cướp được khi tấn công người chơi có nhà chính thấp hơn
- 27/10/2011 - Nhà chính cấp 9, thêm một công trình phòng thủ mới là Tháp cung và Thần chú bật nhảy (Jump Spell).
- 19/11/2011 - Quân đội trong Hội thành có thể nhảy qua các bức tường. Ở bản trước đó binh lính sẽ không thể vượt qua tường khi phòng thủ.

### Năm 2013
- 10/01/2013 - Bổ sung Tướng Man di Vương và thêm ra mắt tài nguyên Hắc tiên dược
- 12/03/2013 - Doanh trại bóng tối và Đội quân hắc tiên dược: Minion, Trư kỵ sĩ và Valkyries.
- 17/04/2013 - Giải đấu hội.
- 23/05/2013 - Nhà chính 10 và Tháp hỏa ngục.
- 17/06/2013 - Thần chú đóng băng và cho xây thêm một Tháp hỏa ngục thứ hai.
- 29/07/2013 - Quân Hắc Tiên dược: Phù thủy.
- 27/08/2012 - Trư kỵ sĩ nhắm vào mục tiêu phòng thủ.
- 07/10/2013 - Phát hành trên Android.
- 10/10/2013 - Cho ra chế độ chỉnh sửa làng.
- 06/11/2013 - Nâng cấp bẫy.
- 05/12/2013 - Tháp hỏa ngục  có thể nhắm vào nhiều mục tiêu bằng cách sử dụng chế độ Đa tấn công.

### Năm 2014
- 29/01/2014 - Bổ sung kỹ năng đặc biệt cho tướng và hộp đá quý (Khi xóa bỏ thường kiếm được 25 Ngọc).
- 09/04/2014 - Ra mắt tính năng Hội chiến
- 16/05/2014 - Cuộc chiến nhiều người chơi và Hội chiến hiện đã được tách ra.
- 03/07/2014 - Trư kỵ sĩ nhận gấp đôi sát thương từ Bom khổng lồ.
- 16/09/2014 - Quân Hắc tiên dược mới: Nham khuyển
- 22/10/2014 - Bẫy xương.
- 11/12/2014 - Chế độ chỉnh sửa sơ đồ mới, bao gồm khả năng lưu nhiều bố cục.

### Năm 2015
- 24/02/2015 - Lựa chọn tham gia Bang hội, Huy hiệu Bang hội và chọn tham gia Bang hội.
- 30/04/2015 - Công trình hòng thủ mới: Tháp thổi khí.
- 01/07/2015 - Nhà máy chế tạo thần chú hắc tiên dược với 3 Thần chú: Thần chú Độc dược, Động đất và thần chú Tăng tốc (haste spell). Quán quân không còn là giải đấu cao nhất mà là Titan và Huyền thoại.
- 10/12/2015 - Nhà chính cấp 11, Tướng Đại quản giáo - Phòng thủ: Pháo đại bàng ra mắt, Hệ thống khiên phòng hội mới và Nhà chính bên ngoài tường thành không còn cung cấp khiên bảo vệ sau khi bị tấn công.

### Năm 2016
- 26/01/2016 - Xe chiến lợi phẩm và Thưởng sao hằng ngày (khi đủ 5 sao người chơi sẽ nhận được ba loại tài nguyên Vàng, Tiên dược và Hắc tiên dược).
- 21/03/2016 - Đội quân mới: Thạch thủ
- 24/05/2016 - Các trận đấu giao hữu.
- 2016/10/16 - Chiến tranh thân thiện.
- 19/12/2016 - Tướng Man di Vương và Nữ hoàng Cung thủ cấp 45.

### Năm 2017
- 22/05/2017: Bổ sung làng Căn cứ Thợ xây
- 27/06/2017: Đội quân mới: Phù thủy bóng đêm và phòng thủ mới: Lò nung ở Căn cứ Thợ xây.
- 27/11/2017: Phòng thủ mới: Đại bác khổng lồ và Lính "Tàu thả xương" ở Căn cứ Thợ xây.
- 11/10/2017: Các đặc quyền bang hội.
- 18/12/2017: Ra mắt tính năng Trò chơi hội

### Năm 2018
- 05/03/2018: Tháp hồ quang điện Siêu cấp, Lính Siêu P.E.K.K.A ở Căn cứ Thợ xây và một vị Thương gia ở kế bên Làng Chính.
- 11/06/2018: Làng lính cấp 12, Cỗ máy chiến đấu: Máy phá thành, Khí cầu chiến và lính Điện long.
- 23/10/2018: Ra mắt tính năng Giải đấu hội chiến (kéo dài 1 tháng), Huy chương Liên đoàn, Bẫy lốc xoáy, Búa ma thuật, Thuốc Tháp đồng hồ và Bản đồ người chơi đơn mới
- 12/10/2018: Ice Golem, Thần chú dơi, Xẻng chướng ngại vật, Thuốc tướng (+ 5 cấp)

### Năm 2019
- 07/01/2019: Cân bằng Thần chú dơi.
- 19/09/2019: Xóa kênh trò chuyện Toàn cầu.
- 21/11/2019: Tối ưu tìm kiếm thành viên Hội.
- 09/12/2019: Nhà chính 13, bổ sung tướng Nữ tướng hoàng gia. Máy bắn đá, Máy công thành, Người tuyết Yeti

### Năm 2020
- 30/03/2020: Lính siêu cấp.
- 23/11/2020: Thuốc siêu cấp.
- 02/12/2020: Thần chú tàng hình.

### Năm 2021
- 11/01/2021: Nhà chính 14, Lều thợ xây chiến đấu.
- 12/01/2021: Khí cầu tên lửa.
- 10/04/2021: Ra mắt tính năng Thú cưng, Chuồng linh thú (Pet house); L.A.S.S.I, Cú Điện, Bò Tây Tạng dũng mãnh, Ngựa một sừng.

### Năm 2022
- 01/05/2022: Ra mắt tính năng Kinh đô Hội, Lò luyện kim, Đột kích kinh đô Hội.
- 11/12/2022: Bổ sung hệ thống cấp bậc cho Kinh đô Hội: Giải đấu Kinh đô; quân mới: Công Viên Xương Xẩu; phòng thủ mới: Tổ minion-mini, Cỗ máy đánh bật; Nhà máy thần chú mới: Nhà máy thần chú nghĩa địa

## Phát triển và phát hành

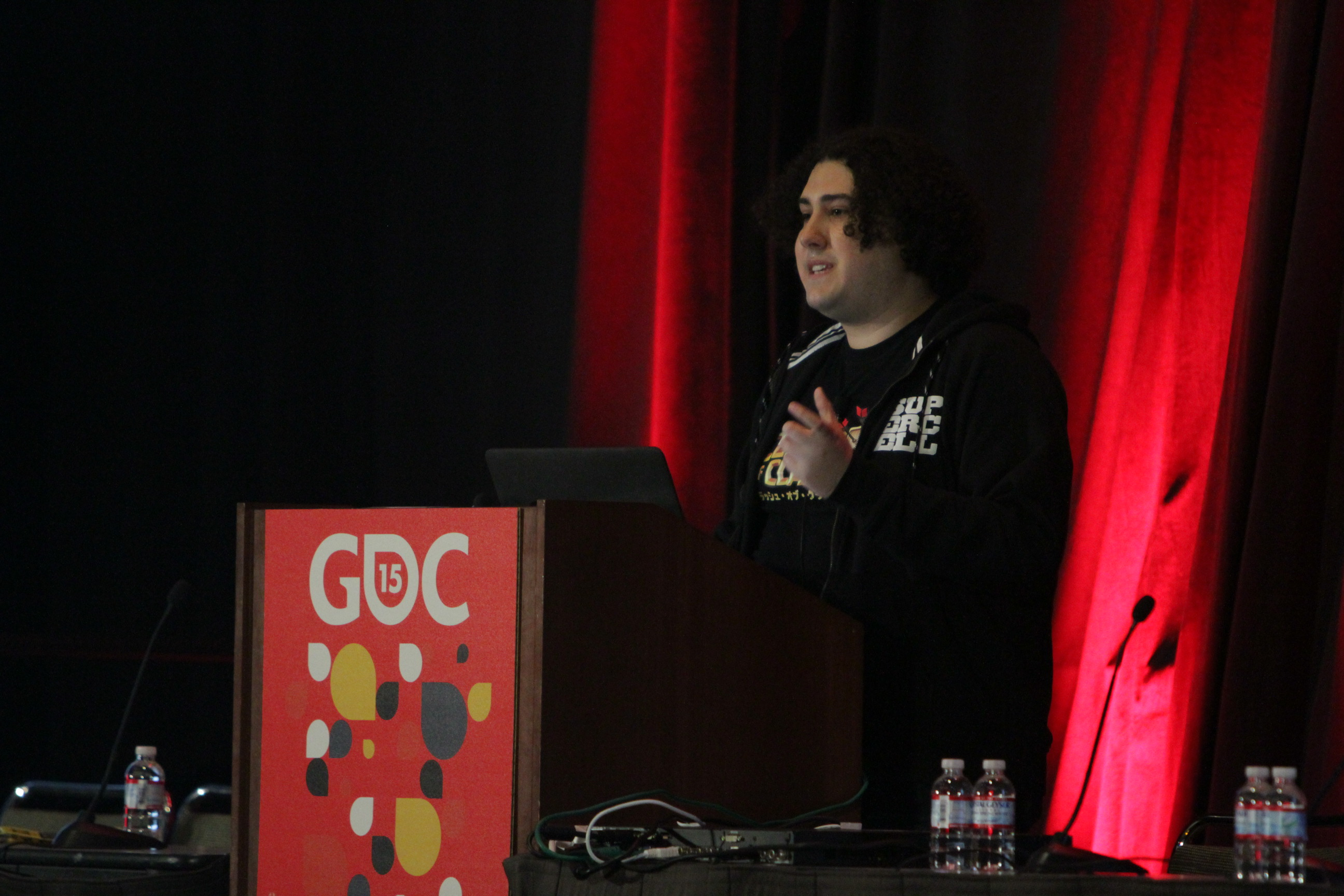
Jonas Collaros, một trong những coder trong nhóm phát triển Clash of Clans, nói về thiết kế của game tại một sự kiện

Clash of Clans được phát triển bởi Supercell, một công ty từng có một tựa game nổi tiếng khác là Hay Day. Trò chơi mất sáu tháng để phát triển với lối chơi ít thay đổi trong quá trình phát triển. Theo lời Lasse Louhento của Supercell, nhóm phát triển không gặp phải trở ngại nào lớn trong thời gian này. Cảm hứng cho trò chơi bao gồm các trò chơi Backyard Monsters và Travian với phong cách nghệ thuật bị ảnh hưởng bởi Super NES cũ và các trò chơi arcade. Ban đầu, phong cách nghệ thuật của trò chơi được dựa trên hoạt hình nhiều hơn nhưng điều này đã được thay đổi vì nhóm nghiên cứu lo lắng nó sẽ làm cho phân khúc người chơi khó tính hơn xa lánh trò chơi của họ. Trong suốt phần lớn quá trình phát triển, trò chơi chỉ tập trung vào trận đấu nhiều người chơi, tuy nhiên sau khi thử nghiệm tập trung, Supercell đã quay lại và phát triển thêm chế độ người chơi đơn. Trò chơi được phát hành trên iOS vào ngày 2 tháng 8, 2012, và trên Google Play của Android vào ngày 7 tháng 10, 2013.

## Tiếp thị
Trò chơi được quảng bá rất mạnh. Vào tháng 2 năm 2015, Supercell phát hành quảng cáo Clash of Clans trong Super Bowl XLIX với sự góp mặt của Liam Neeson đóng giả nhân vật của ông trong phim Taken. Vào ngày 2 tháng 2 cùng năm, Business Insider công bố báo cáo cho biết đoạn quảng cáo này là đoạn quảng cáo trong Super Bowl được theo dõi nhiều thứ 5 trong lịch sử, mặc dù vào ngày 6 tháng 2, VentureBeat đưa tin đoạn quảng cáo thực chất được theo dõi chủ yếu bởi những người có mặt tại trận tranh Super Bowl. Người sử dụng YouTube sau đó bình chọn đây là đoạn quảng cáo Super Bowl hay thứ nhì chỉ sau quảng cáo "With Dad" của Nissan.
Vào ngày 23 tháng 9 năm 2015, ca sĩ Đài Loan JJ Lin và Lâm Chí Dĩnh phát hành bài hát chủ đề của trò chơi mang tên "全面开战" (Toàn diện khai chiến" tiếng Anh là "Fight on All Fronts") hát bằng tiếng Trung.

## Đón nhận

### Ý kiến phê bình
Clash of Clans nhận được ý kiến đánh giá khá tích cực. Phiên bản iOS được chấp 74/100 điểm trên Metacritic, và 80% trên GameRankings.
Leif Johnson Gamezebo ấn tượng với trò chơi và chấm 4.5/5 điểm. Dù anh cảm thấy lối chơi quá thiên về lôi kéo người chơi mua gem, tuy nhiên anh đánh giá cao việc phần chơi chiến dịch đơn. Anh kết luận rằng "Clash of Clans là một trò chơi đơn giản, nhưng đó là điểm mạnh chứ không phải điểm yếu. Game đủ đơn giản để người chơi trải qua những trận đấu nhanh chóng, không đau đớn trên chiếc IPhone trong thời gian rảnh rỗi, và đủ các đơn vị khác nhau để chọn lựa ở chế độ chiến đấu để giúp việc chiến đấu với người chơi khác không nhàm chán. Thêm vào đó, việc lựa chọn đánh với các nhân vật NPC (goblin) giúp Clash of Clans tỏ ra khác biệt so với các game chiến lược khác phụ thuộc nhiều vào chế độ PvP."
Peter Willington của Pocket Gamer cũng khá ấn tượng, chấm điểm 9 trên 10 đồng thời dành tặng "Gold Award" cho game. Sau khi review game chỉ vài tháng sau khi nó ra mắt trên các thiết bị iOS, Willington khen ngợi trò chơi vì đã yêu cầu người chơi phải có chiến lược hợp lý. Anh cho rằng trong quá trình chơi game "đòi hỏi càng lúc càng nhiều đơn vị lính phức tạp hơn, đòi hỏi bạn phải xây dựng chiến lược và suy nghĩ nghiêm túc về những yếu tố cần thiết mà bạn cần tập trung vào trong việc xây dựng căn cứ." Anh kết luận rằng "Clash of Clans là một trò chơi tuyệt vời nhiều sắc thái và đó là lý do game chiến thắng thử thách về thời gian kể từ khi phát hành và nắm trong tay một cộng đồng vẫn đang cố gắng xây dựng những pháo đài bất khả chiến bại."
Rob Rich của 148App chấm game 3.5 trên 5 và nhận xét rằng "thật tuyệt khi chơi một trò chơi freemium online không những không ngại đưa vào chế độ single-player mà còn có sự tương tác trực tiếp chân thực, một sự kết hợp hiếm thấy ngày nay." Tom's Guide cũng yêu thích cách tương tác của game với người chơi.
John Bedford của Modojo chấm game điểm 3 trên 5. Nói chung anh phê phán các trò chơi freemium và cho rằng đây là một thể loại game "tham lam". Đối với game Clash of Clans, anh nhận xét "đây là một trò chơi đi theo lối mòn của không nhỏ các tựa game muốn rút sạch ví của chúng ta chỉ để đổi lấy một chút gameplay nhiều hơn để ta tận hưởng. Có thể bạn có một sự đam mê bất tận đối với kiểu game quản lý nhỏ này, trong trường hợp đó chúng tôi khuyên bạn hãy hết mình đối với game mới nhất của Supercell. Dù Clash of Clans có mang lại những điều mới mẻ để song hành với gameplay mạnh nhưng không mới của nó, thì đối với chúng ta đây vẫn sẽ chỉ là một game không có gì đột phá."

### Đón nhận về thương mại
Clash of Clans nằm trong top 5 download trên App Store từ tháng 12 năm 2012 tới tháng 5 năm 2013, và sự thành công này giúp mở lối cho kỷ nguyên mới của game một người chơi trên di động. Vào năm 2013, Clash of Clans là trò chơi có doanh thu cao thứ ba trên App Store và số một trên Google Play.
Vào tháng 2 năm 2014 báo chí cho biết trò chơi này tạo ra doanh thu 654.000 đô la một ngày cho Supercell. Vào năm 2015, game đứng đầu trong danh sách ứng dụng thu lợi nhiều nhất trên cả App Store và Google Play, ước tính 1,5 triệu đô la một ngày. Đây là ứng dụng được cài đặt nhiều thứ 4 trên App Store và nhiều thứ bảy trên Play Store, sau khi nó vượt qua 500 triệu lượt tải ở đây. Tính tới 2018, đây là ứng dụng có doanh thu cao nhất trên App Store. Trò chơi này tổng cộng đẫ thu về trên 6,4 tỉ đô la kể từ khi phát hành. Vào năm 2020, Clash of Clans vẫn nằm trong top 50 ứng dụng có doanh thu hàng đầu trên cả Google Play Store và App Store, hơn tám năm sau khi phát hành vào năm 2012.